# Труханівська сільська рада
Труханівська сільська рада — колишній орган місцевого самоврядування у Сколівському районі Львівської області. Адміністративний центр — село Труханів.

## Загальні відомості
Труханівська сільська рада утворена в 1940 році. Територією ради протікає річка Труханівка.

## Населені пункти
Сільській раді підпорядковані населені пункти:
- с. Труханів
- с. Побук

## Склад ради
Рада складається з 18 депутатів та голови.

### Керівний склад попередніх скликань
| ПІБ                           | Основні відомості                                                 | Дата обрання | Дата звільнення |
| ----------------------------- | ----------------------------------------------------------------- | ------------ | --------------- |
| Сметанка Григорій Миколайович | Сільський голова, 1956 року народження, безпартійний              | 26.03.2006   | 31.10.2010      |
| Булак Надія Олексіївна        | Сільський голова, 1963 року народження, освіта середня спеціальна | 31.10.2010   |                 |

Примітка: таблиця складена за даними джерела

## Населення
Згідно з переписом УРСР 1989 року чисельність наявного населення сільської ради становила 2536 осіб, з яких 1214 чоловіків та 1322 жінки.
За переписом населення України 2001 року в сільській раді мешкало 1996 осіб. 100 % населення вказало своєю рідною мовою українську мову.